# Rakitjanskij rajon
Il Rakitjanskij rajon (in russo Ракитянский район?) è un rajon dell'Oblast' di Belgorod, nella Russia europea. Istituito nel 1928, ha come capoluogo Rakitnoe, ricopre una superficie di 900,9 km2 ed ospitava nel 2010 una popolazione di circa 34.000 abitanti.